# Incoronazione della Vergine (Angelico Louvre)
L'Incoronazione della Vergine di Beato Angelico è una tempera su tavola (213×211 cm), databile al 1434-1435. Dello stesso autore esiste anche un'altra Incoronazione della Vergine agli Uffizi, databile al 1432 circa. 

Oggetto delle spoliazioni napoleoniche nel Granducato di Toscana, il dipinto è conservato al Musée du Louvre di Parigi.

## Storia
L'opera proviene dalla chiesa del convento di San Domenico di Fiesole, dove l'Angelico era monaco e per la quale dipinse altre due tavole: la Pala di Fiesole (1424-25) e l'Annunciazione oggi al Prado (1433-1435). Altri invece, come John Pope-Hennessy, datano la pala a dopo il ritorno del pittore da Roma (1450), mettendola in relazione successiva con la Pala di Santa Lucia dei Magnoli (1445 circa) di Domenico Veneziano o i tabernacoli gotici presenti nei Padri della Chiesa tra gli affreschi della Cappella Niccolina in Vaticano (1446-1448).
Il Vasari descrisse l'Incoronazione come posta sul primo altare a sinistra di chi entra in chiesa. La tavola viene in genere attribuita a pochi anni dopo l'Incoronazione degli Uffizi.
Portata in Francia durante l'occupazione napoleonica assieme a molti altri capolavori, fece parte di quel gruppo di circa cento dipinti italiani che, per le loro grandi dimensioni, non vennero riportati in Italia e lasciati al museo parigino.

## Descrizione e stile

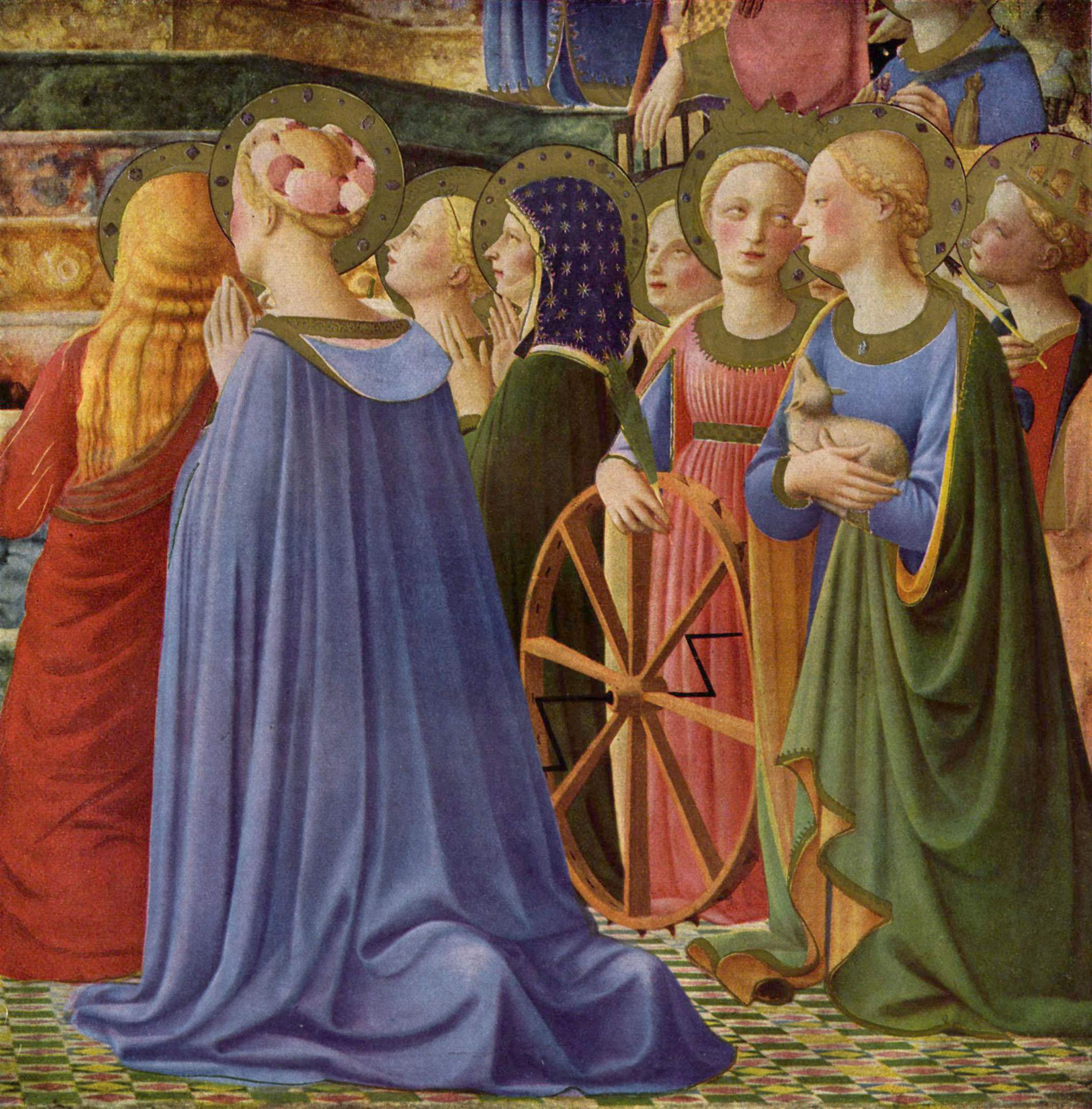
Dettaglio

Rispetto all'Incoronazione degli Uffizi in quest'opera si registrano dei grandi cambiamenti. Innanzitutto è scomparso il fondo oro in favore di un più realistico cielo azzurro, e la composizione spaziale è molto più ardita, memore della lezione di Masaccio. Il pittore qui costruisce infatti un ricchissimo ciborio con trifore gotiche, impostato su una serie di gradini in marmi policromi (in scorcio vertiginoso), sotto il quale avviene la scena dell'incoronazione della Vergine da parte di Cristo. Il tabernacolo gotico presenta colonnine tortili e degli inconsueti pilastrini sopra i capitelli che, assieme alla triplice faccia, li fanno assomigliare parecchio ai tabernacoli dipinti sopra i Padri della Chiesa negli affreschi della Cappella Niccolina (1446-1448).
Gli angeli e i santi sono anche in questo caso disposti a cerchio attorno alla scena, ma la loro collocazione nello spazio è molto più precisa, con la novità rappresentata dalle molte figure adoranti di spalle. Notevole è la costruzione in prospettiva delle mattonelle del pavimento. Pope-Hennessy, per sostenere la sua proposta di datazione tarda, mette in relazione gli angeli con quelli dipinti sulla volta della Cappella di San Brizio nel Duomo di Orvieto (1447).
I santi, i patriarchi e gli angeli musicanti formano una variopinta moltitudine, disposta gerarchicamente più o meno vicino a Dio. Ciascuno è ritratto individualmente e scolpito volumetricamente dalla luce, che accende anche i colori brillanti delle stoffe, accordandoli in un'orchestrazione di grande sontuosità. L'illuminazione proviene da sinistra, si basa su un uso più ricco di lumeggiature che di ombre, e illumina coerentemente tutte le figure. Un interesse verso la resa dei fenomeni luminosi portò l'Angelico, nella sua fase matura, ad abbandonare l'illuminazione indistinta e generica in favore di una resa di luci e ombre più attenta a razionale, dove ogni superficie è individuata dal suo "lustro" specifico.
Tra i santi di sinistra si riconoscono sant'Egidio, il primo al centro, san Nicola di Bari, san Francesco, san Bernardo di Chiaravalle, san Tommaso d'Aquino, san Domenico, san Giovanni evangelista, san Pietro, ecc. Tra le sante di destra si riconoscono per prima Maria Maddalena, col tipico vestito rosso e l'ampolla, poi santa Caterina d'Alessandria, con la ruota, e altre; più in alto si vedono san Lorenzo con la graticola, santo Stefano e san Giacomo Maggiore. Al sognante misticismo dello stuolo di santi, disposti con una simmetria derivata dalle cadenze gotiche, si contrappone il rigore geometrico della prospettiva, che conduce l'occhio dello spettatore fin nella profondità della rappresentazione, dove si svolge l'Incoronazione vera e propria.
La tavola venne dipinta con un ampio ricorso ad aiuti, soprattutto nella parte destra: approssimativa è la resa, ad esempio, della ruota di santa Caterina, o vacue sono le espressioni di vari santi da questo lato. Le parti autografe dell'Angelico sono comunque di qualità altissima, come le figure di Cristo e della Vergine.
La composizione dovette rappresentare un notevole sforzo inventivo per l'Angelico che, nel tentativo di superare i suoi modi tradizionali per essere all'altezza delle innovazioni attorno a lui, rinunciò al semicerchio di santi, usando un sistema prospettico più ardito, con un punto di osservazione più basso, in modo da non dover digradare le figure troppo nettamente sul piano orizzontale, per non mettere troppo in evidenza quelle in primo piano rimpicciolendo quelle più vicine a Gesù e la Vergine, che concettualmente erano più importanti. La soluzione fu un compromesso, dove il punto di convergenza delle linee prospettiche non conduce ad alcun elemento significativo (cade sulla gradinata) e l'unico elemento che cade sulla verticale centrale è il calice degli unguenti della Maddalena.

## Predella

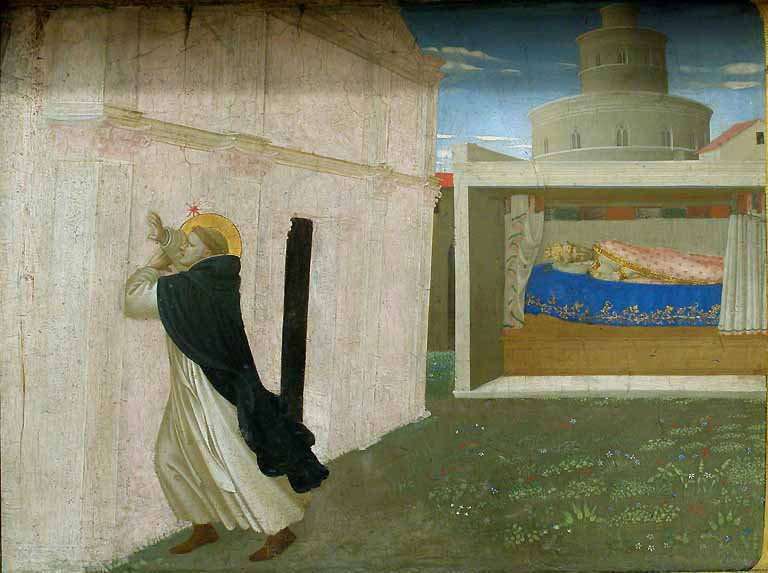
Sogno di Innocenzo III, dalla predella.

La pala è dotata di predella con i Miracoli di san Domenico e, al centro, la Resurrezione di Cristo. Le scene della predella, come in altre opere dell'Angelico, mostrano un'arditezza prospettica ancora maggiore e un interesse sperimentale che non si riscontra nelle figurazioni principali delle pale. Gli episodi, ricchissimi di spunti narrativi, si susseguono ordinati dalle cadenze delle architetture, che determinano un magistrale ritmo di pieni e vuoti, di interni ed esterni, di prospettiva spaziale e luminosa.
A sinistra si vede il Sogno di Innocenzo III, con san Domenico che risolleva la Chiesa, mentre sullo sfondo una stanza aperta mostra il papa dormiente, all'ombra di una costruzione voluminosa che ricorda Castel Sant'Angelo. Segue l'Apparizione dei santi Pietro e Paolo a Domenico, ambientata in una basilica stupendamente scorciata con un punto di fuga laterale. Segue la resurrezione di Napoleone Orsini, un evento miracoloso ambientato in un portico con arcate scorciate in prospettiva.
Il Cristo che si erge dal sepolcro al centro ricorda opere analoghe, come la Pietà di Empoli di Masolino. La scena successiva è la Disputa di San Domenico, ambientata in un interno domestico, poi San Domenico e i compagni che celebra la fondazione della comunità monastica, raffigurata durante un pasto comune al refettorio.
L'ultima scena è la Morte di San Domenico, composta su due registri: in quello inferiore, terreno, san Domenico spira esalando le ultime parole tra la disperazione dei confratelli; in quello superiore, celeste, gli angeli per mezzo di scale portano la sua anima in paradiso.
Predella della Pala dell'Incoronazione della Vergine di Parigi